# Kruien (windmolen)

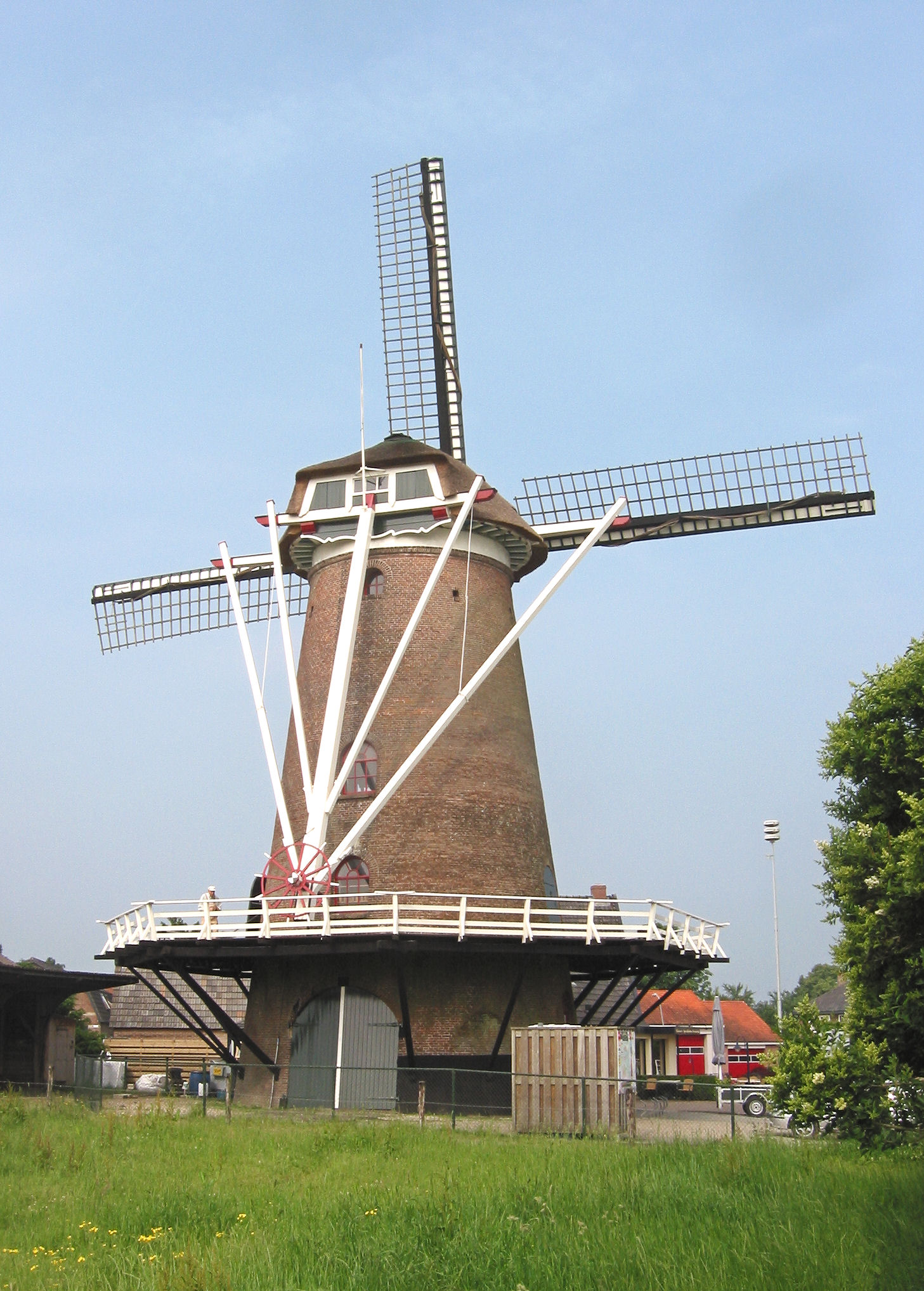
Staart van de molen De Hoop

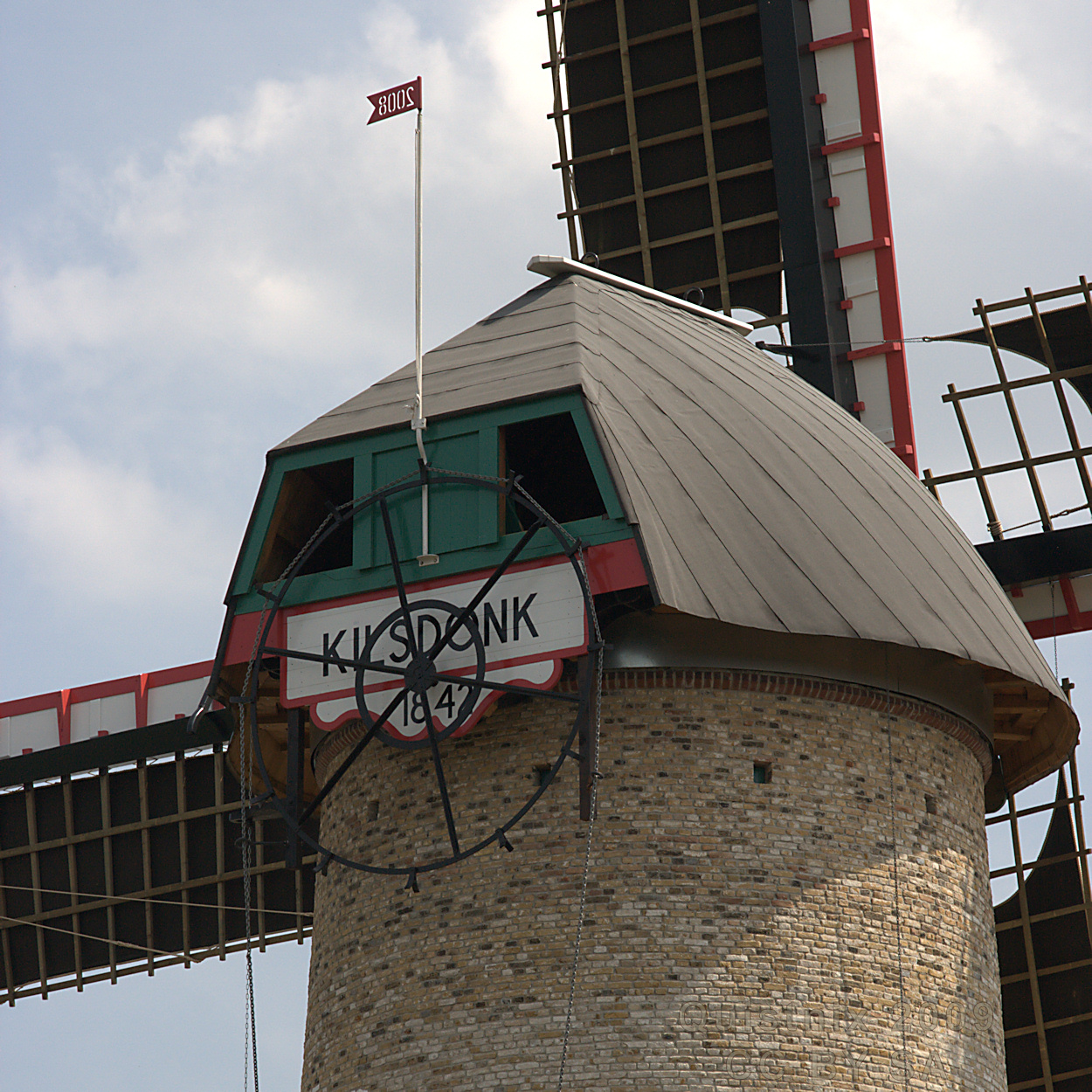
Kettingkruiwerk van de Kilsdonkse Molen

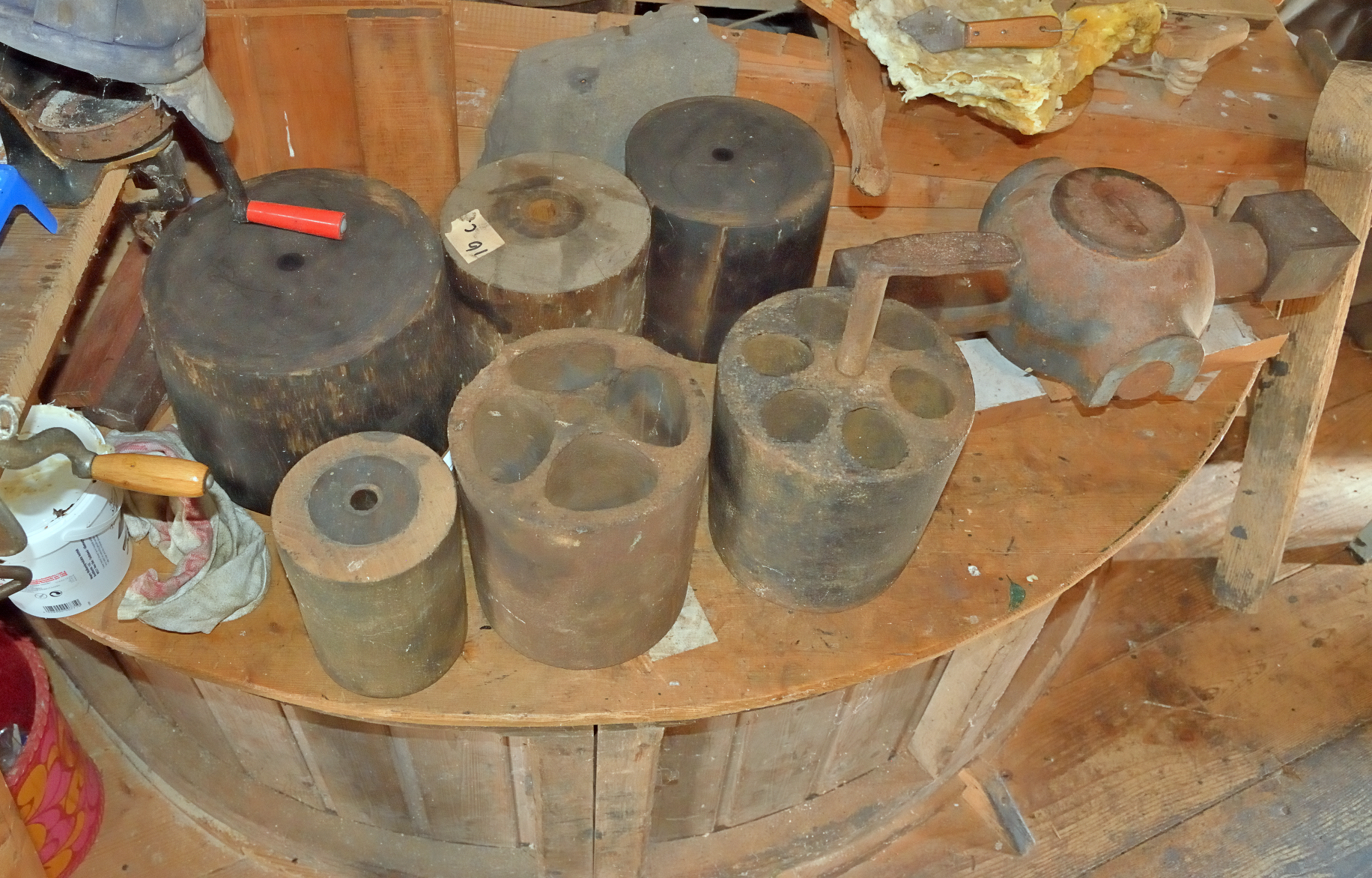
Kruirollen

Het kruien is het draaien van het wiekenkruis van een windmolen zodat het 'op de wind' staat gericht. Het woord kruien is afkomstig van het oorspronkelijk draaien van de standerdmolen met behulp van een soort kruiwagen. Er zijn buitenkruiers, binnenkruiers en zelfkruiers. Bij buitenkruiers wordt het kruiwerk aan de buitenkant van de molen bediend en bij binnenkruiers in de molen. Bij een zelfkruier wordt de kap van de molen gekruid met behulp van een windroos.
In Noord-Holland zijn veel molens binnenkruiers en hebben daarom een vrij grote kap.
Afhankelijk van het gedeelte van de molen dat meedraait worden er de volgende typen molens onderscheiden:
- bovenkruier, waarbij alleen de kap draait
  - buitenkruier
  - binnenkruier
- onderkruier, waarbij de hele molen draait. Een voorbeeld hiervan is de paltrok.
- standerdmolen, waarbij alleen de bovenste helft draait
- wipmolen, waarbij alleen de bovenste helft draait

Afhankelijk van het kruiwerk waarop de molen draait worden er de volgende typen kruiwerken onderscheiden:
- schuifkruiwerk, zoals het voeghouten kruiwerk bij sommige bovenkruiers en het neutenkruiwerk.
- zetelkruiwerk, zoals bij de standerd- en wipmolen en in België en Noord-Frankrijk bij sommige bovenkruiers. Bijvoorbeeld: Artemeersmolen, Ter Geest en Te Zande in Deerlijk en Molen Ter Rijst in Herzele.
- rollenkruiwerk, zoals bij sommige bovenkruiers.
  - houten of ijzeren rollen in houten rollenwagens.
  - ijzeren rollen op ijzeren rails, het Engels kruiwerk.
  - ijzerenrollen (mosterdpotjes) vastgezet op kruivloer en alleen rail onder overring.
  - ijzerenrollen vastgezet op kruivloer, maar geen rail onder overring, zoals bij de molen Victor.

## Werkwijze
Het gedeelte van de molen waar de molenaar tijdens het kruien de molen bedient, heet de staart. Aan deze staart is een kruihaspel, kruiwiel of een kruilier bevestigd. Om de munnik (kruias) wordt de kruiketting tijdens het kruien op- en afgerold. Bij een beltmolen en een grondzeiler wordt de kruiketting of kruireep om kruipalen gelegd, bij een stellingmolen aan de liggers van de stelling. Het kruiwiel wordt tegen terugdraaien met een spaakketting of houten balkje vastgezet.
Om de molen te kunnen kruien moet de molenaar altijd bij de staart kunnen komen. Bij een grondzeiler reikt de staart tot de grond, bij een beltmolen tot de belt. Een hogere molen heeft rondom een stelling om te kunnen kruien (stellingmolen),
Een binnenkruier heeft geen staart en wordt met een kruirad op de kapzolder gekruid.
Ook kan een molen uitgerust zijn met een kettingkruiwerk. Aan de kap hangt het kruimechanisme met een kruiwiel. Over het kruiwiel zit een naar beneden lopende rondgaande ketting. Door aan de ketting te trekken gaat de kap draaien. In Nederland heeft alleen de Kilsdonkse Molen nog een kettingkruiwerk.

## Windindicatie

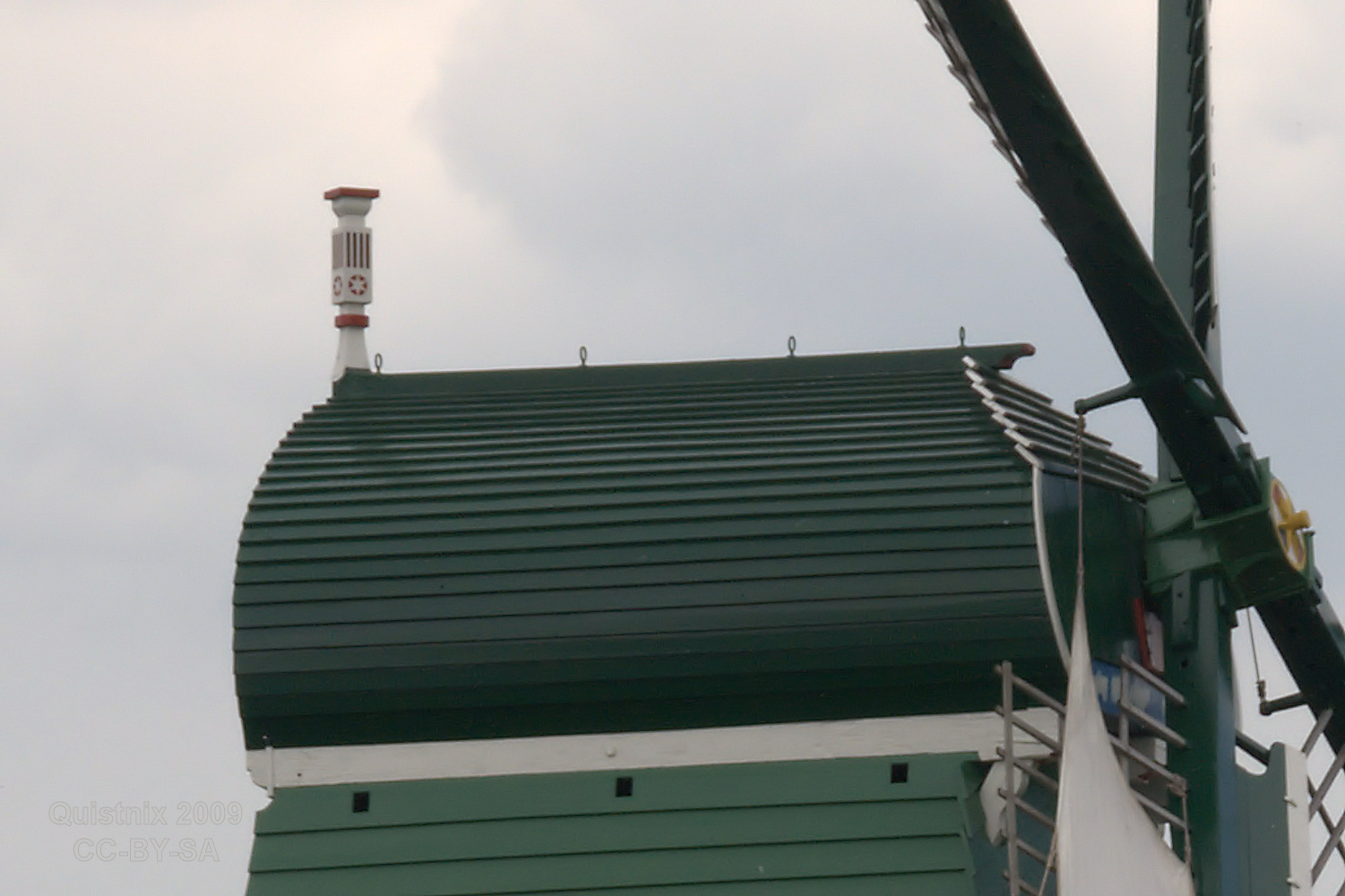
Makelaar op de Gekroonde Poelenburg

Op de meeste molens staat een windvaan die de windrichting aangeeft. Daarnaast zijn er hulpmiddelen die de molenaar erop attent maken dat de wind is gedraaid. Standerdmolens hebben gaten in de zijkanten van de kast, waardoor wervelingen worden opgewekt zodra de wind ruimt of krimpt. Het tocht dan in de molen. Een makelaar met sleuven waardoor de wind blaast is te vinden op sommige wipmolens en sommige paltrokmolens. Wanneer de wind draait, maakt de makelaar een fluitend geluid. Een bijzondere indicatie is te vinden op de Grote Molen: achter op het bovenhuis bevinden zich links en rechts half boven de korte spruit radertjes die gaan draaien zodra de wind eroverheen scheert.

## Zelfkruimechanisme

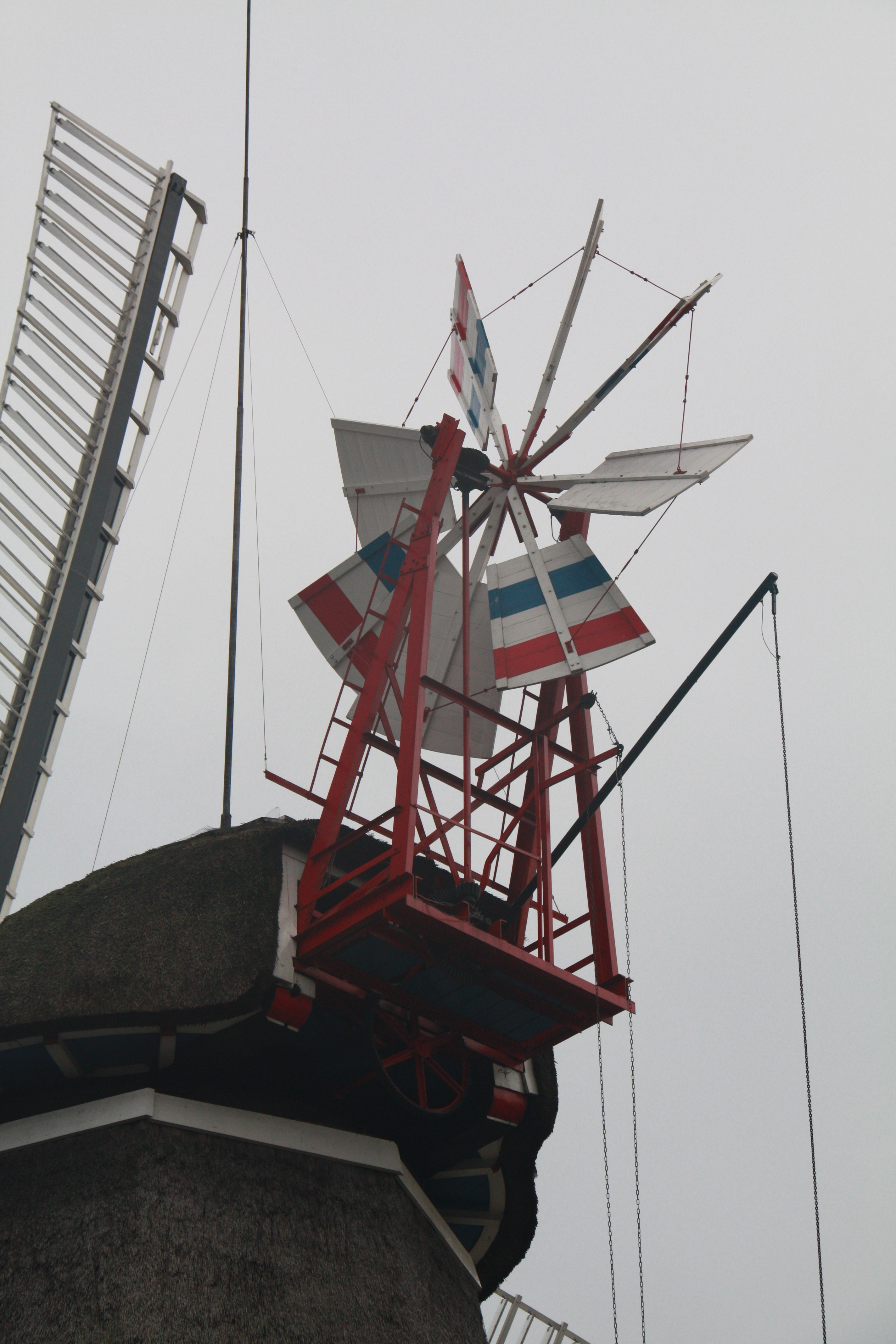
windroos op De Sterrenberg

Sommige molens zijn voorzien van een zelfkruimechanisme, dat de molen in de wind houdt. Bij kleine Amerikaanse windmolens is dit een vanzelfsprekendheid. Het mechanisme is niets anders dan een windvaan en de molen is soepel draaibaar om een verticale as. Een klassieke windmolen is echter te zwaar om op die manier gekruid te worden. Een zelfkruiende molen is direct te herkennen aan de windroos, een klein molentje, die daartoe op de achterzijde van de kap is gemonteerd, haaks op het wiekenkruis. Wanneer er geen zijwind is, staat de windroos stil. Zijwind brengt de windroos in beweging, waarna een overbrenging de kap van de molen in beweging zet, in de richting van de wind. In Nederland hebben slechts de molen De Sterrenberg in het Drentse Nijeveen en het zaagmolentje van Wedderveer een zelfkruimechanisme. In het buitenland komen zelfkruiers echter vrij veel voor. Zo zijn de Greetsielse Tweelingsmolens in Noord-Duitsland zelfkruiers.

## Foto's

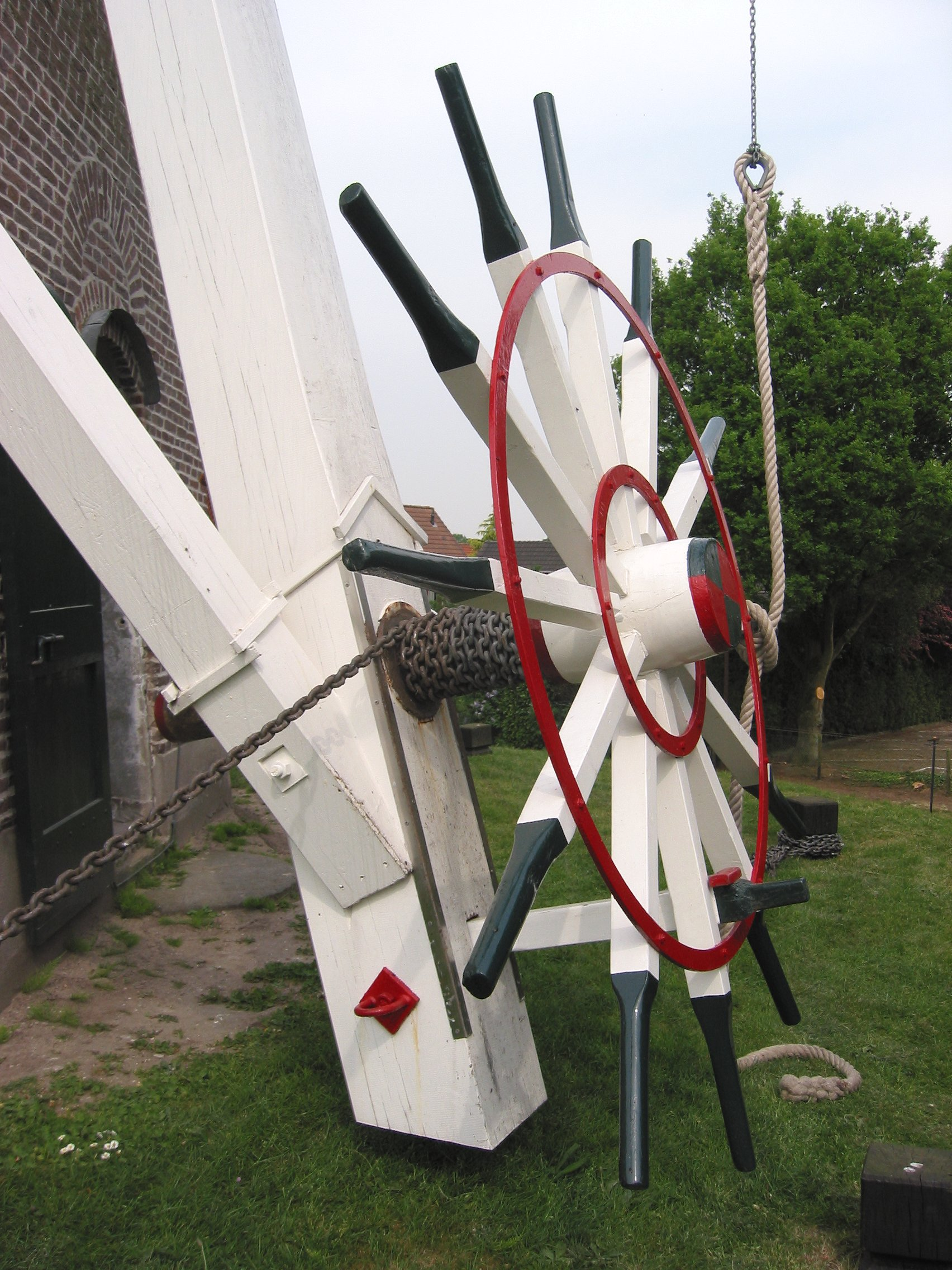
Kruiwiel van de Keetmolen. Kruiwiel vastgezet met balkje.
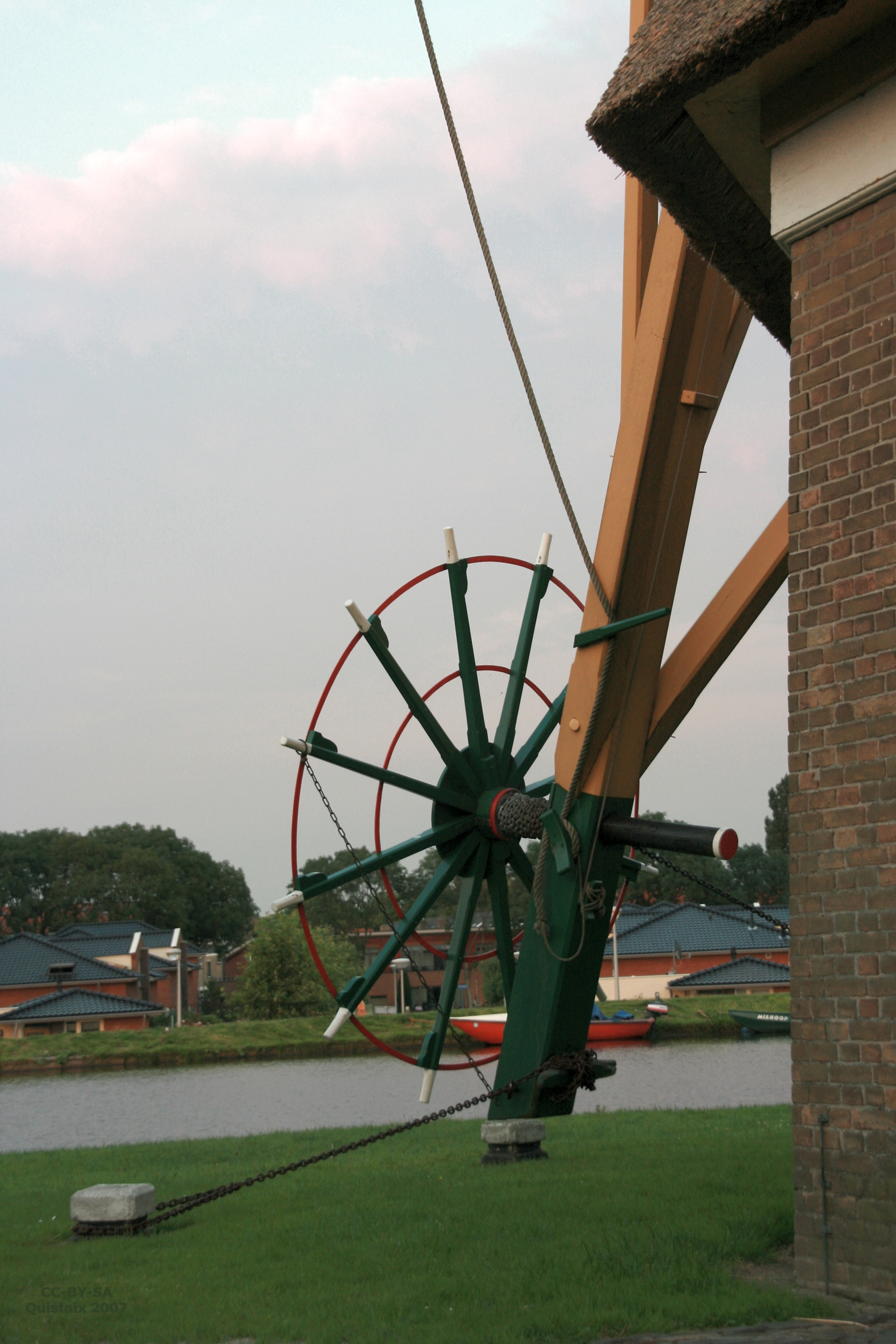
Kruiwiel en kruipaal, molen De Korpershoek. Kruiwiel vastgezet met spaakketting.
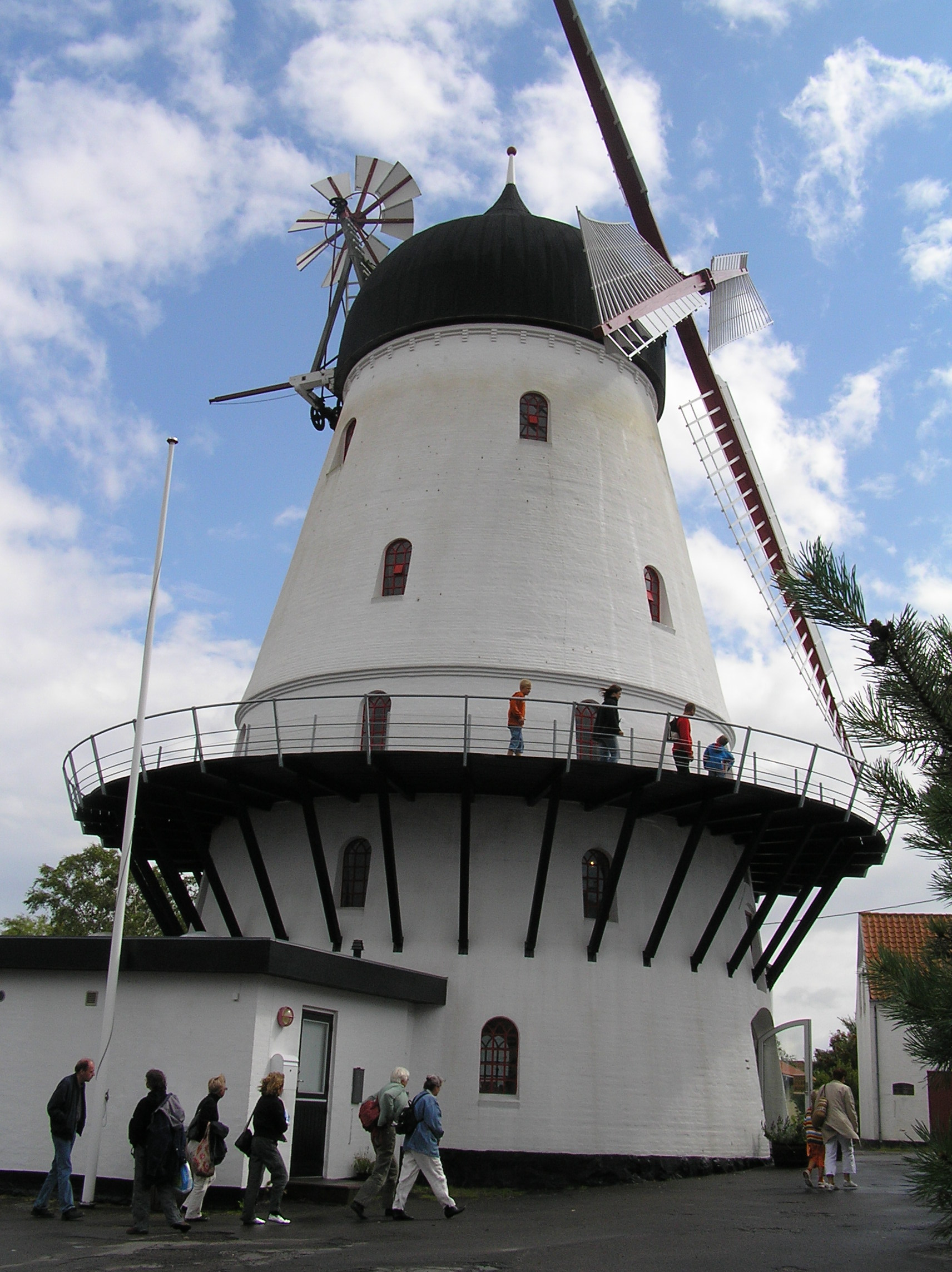
Zelfkruier. De Gudhjem in Bornholm Denemarken.
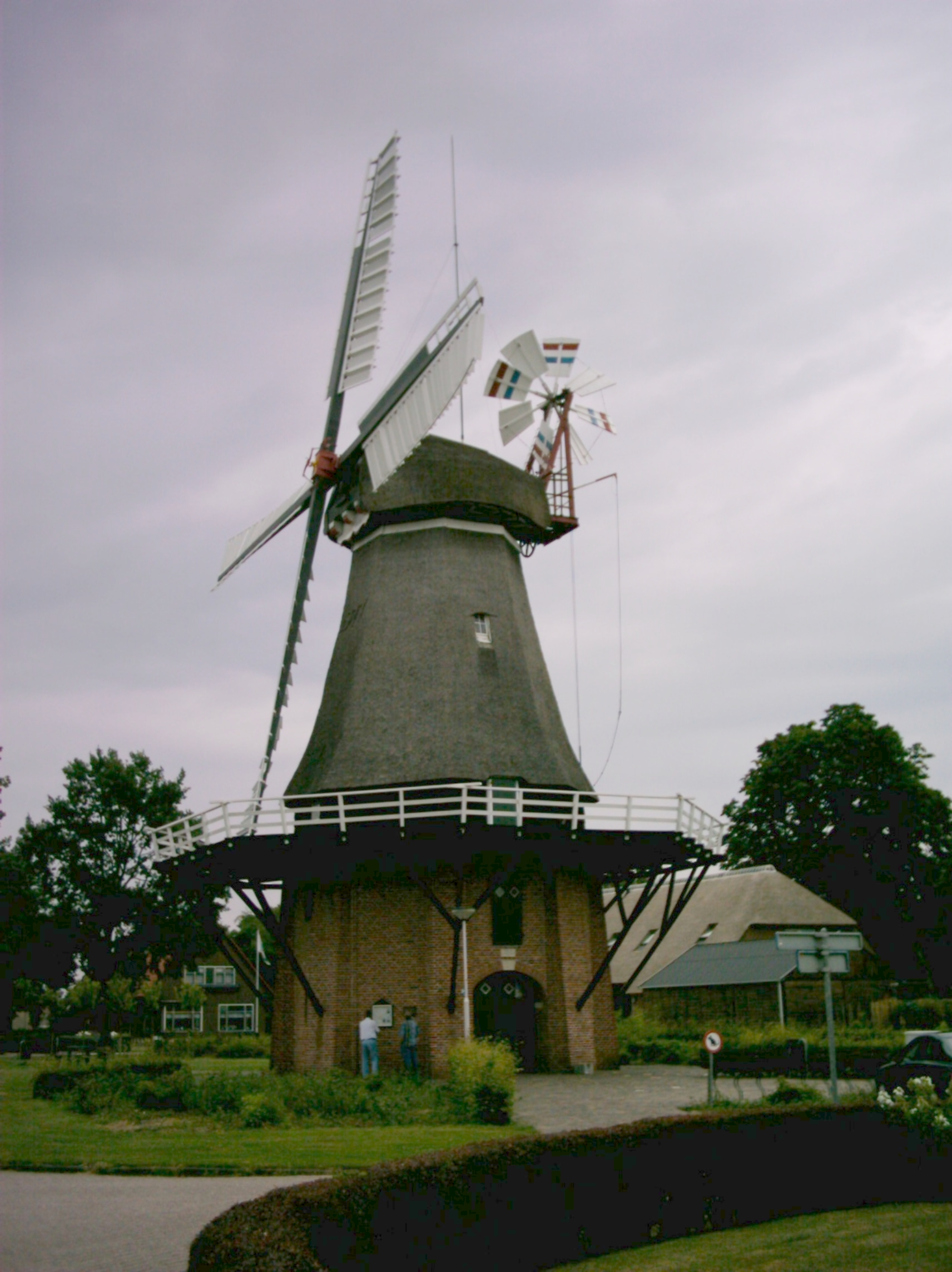
Zelfkruimechanisme van molen De Sterrenberg
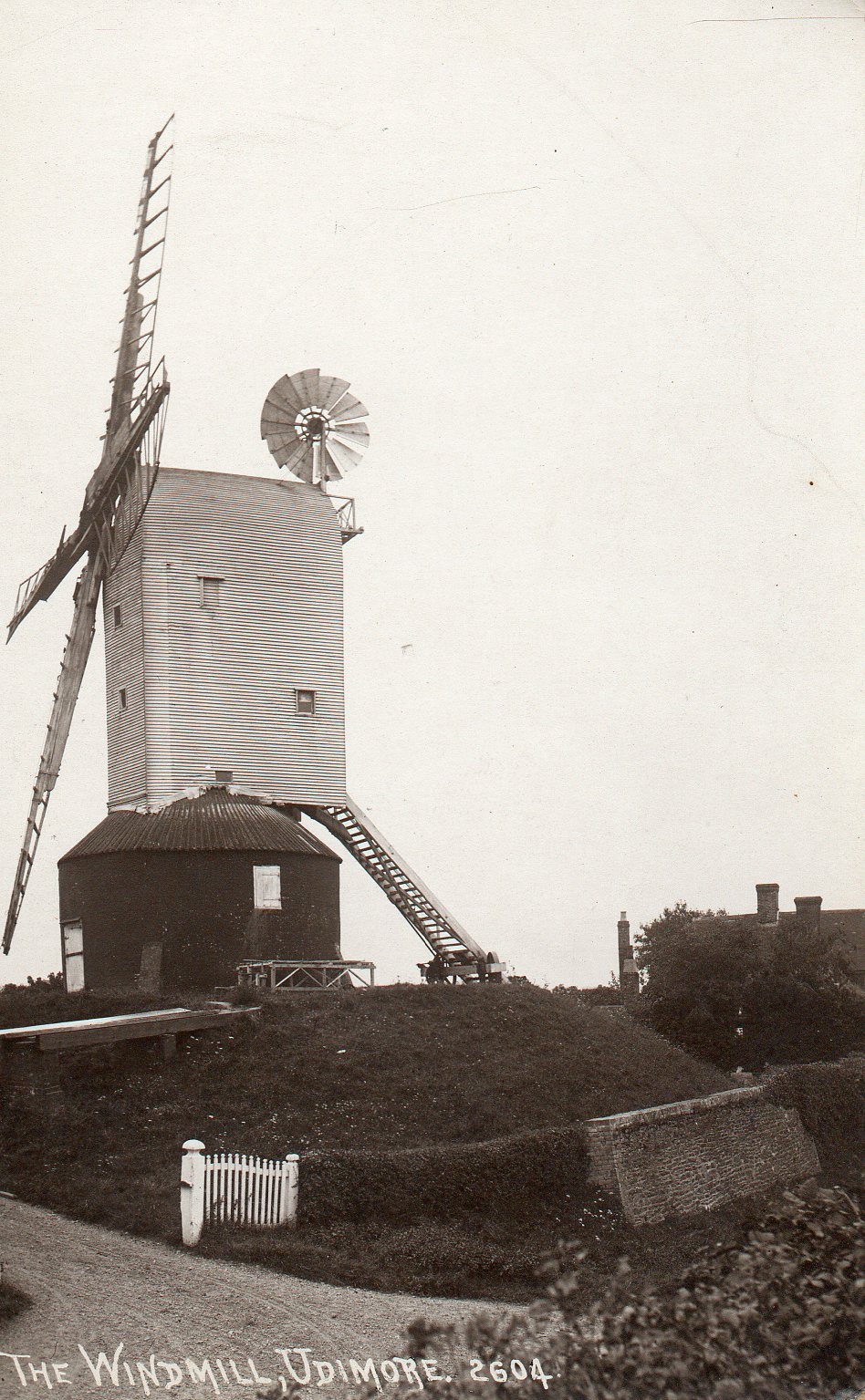
Zelfkruiende standerdmolen in Udimore
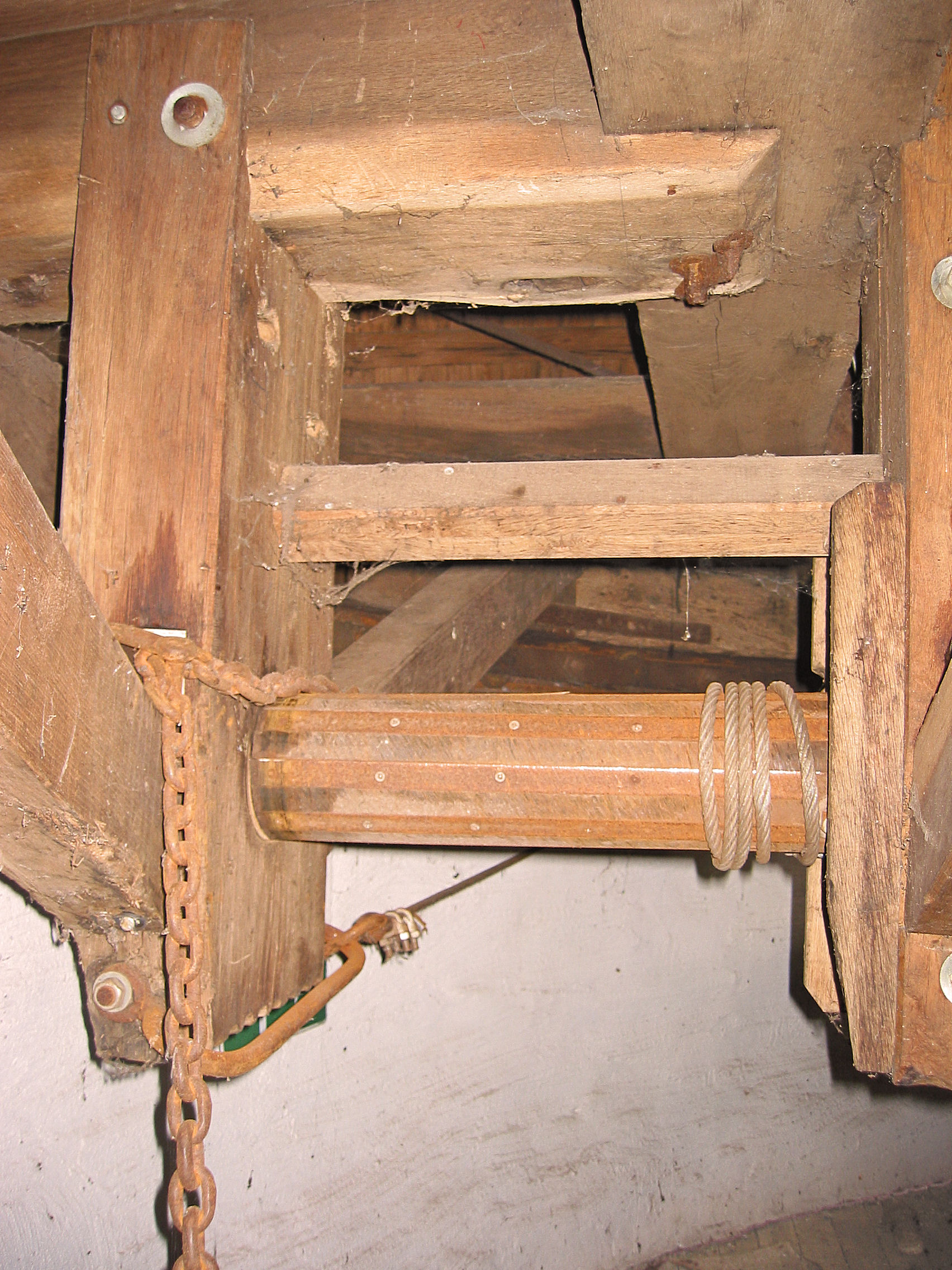
Binnenkruihaspel van De Zwaan Lienden
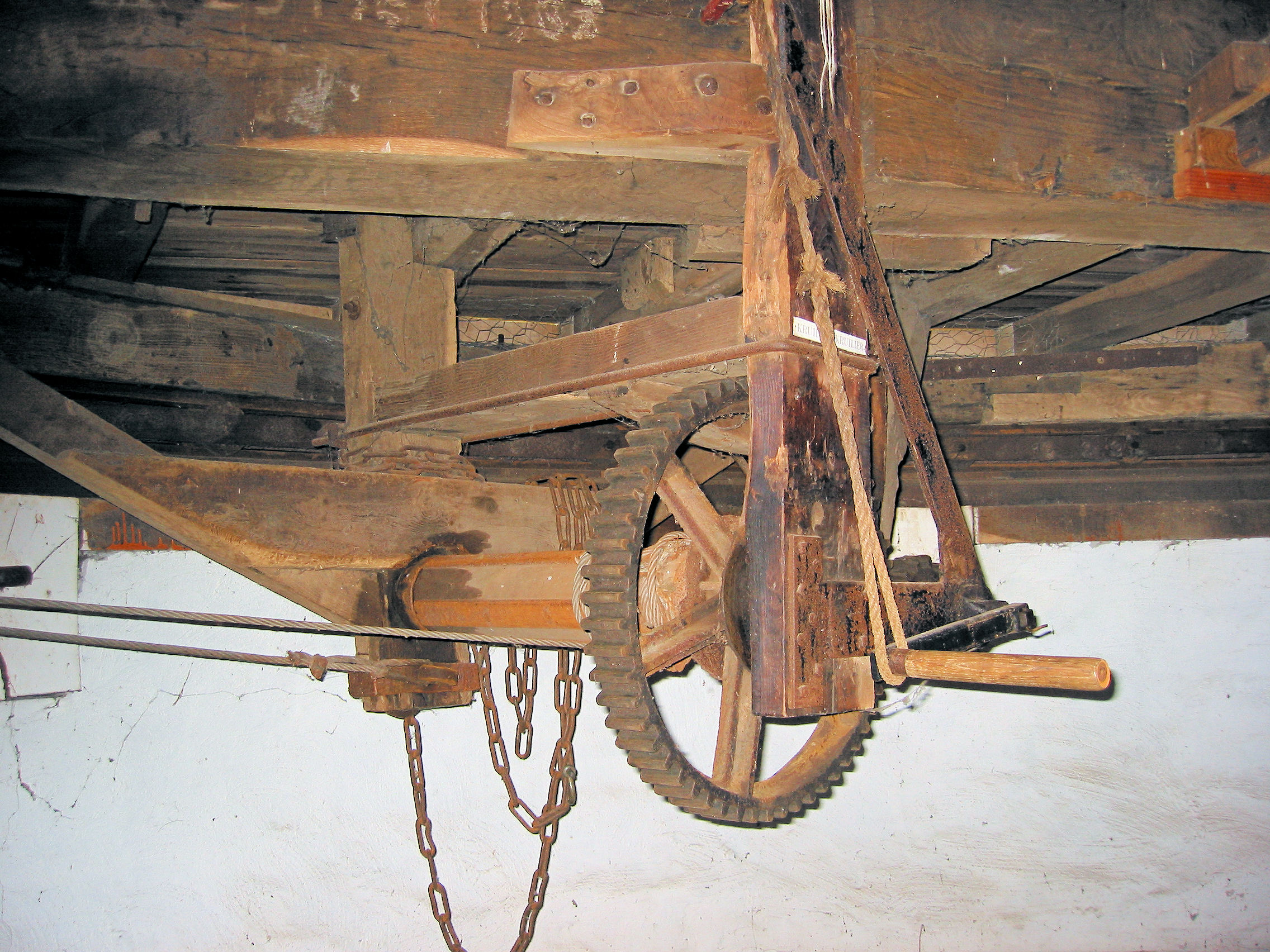
Binnenkruilier van De Zwaan Lienden
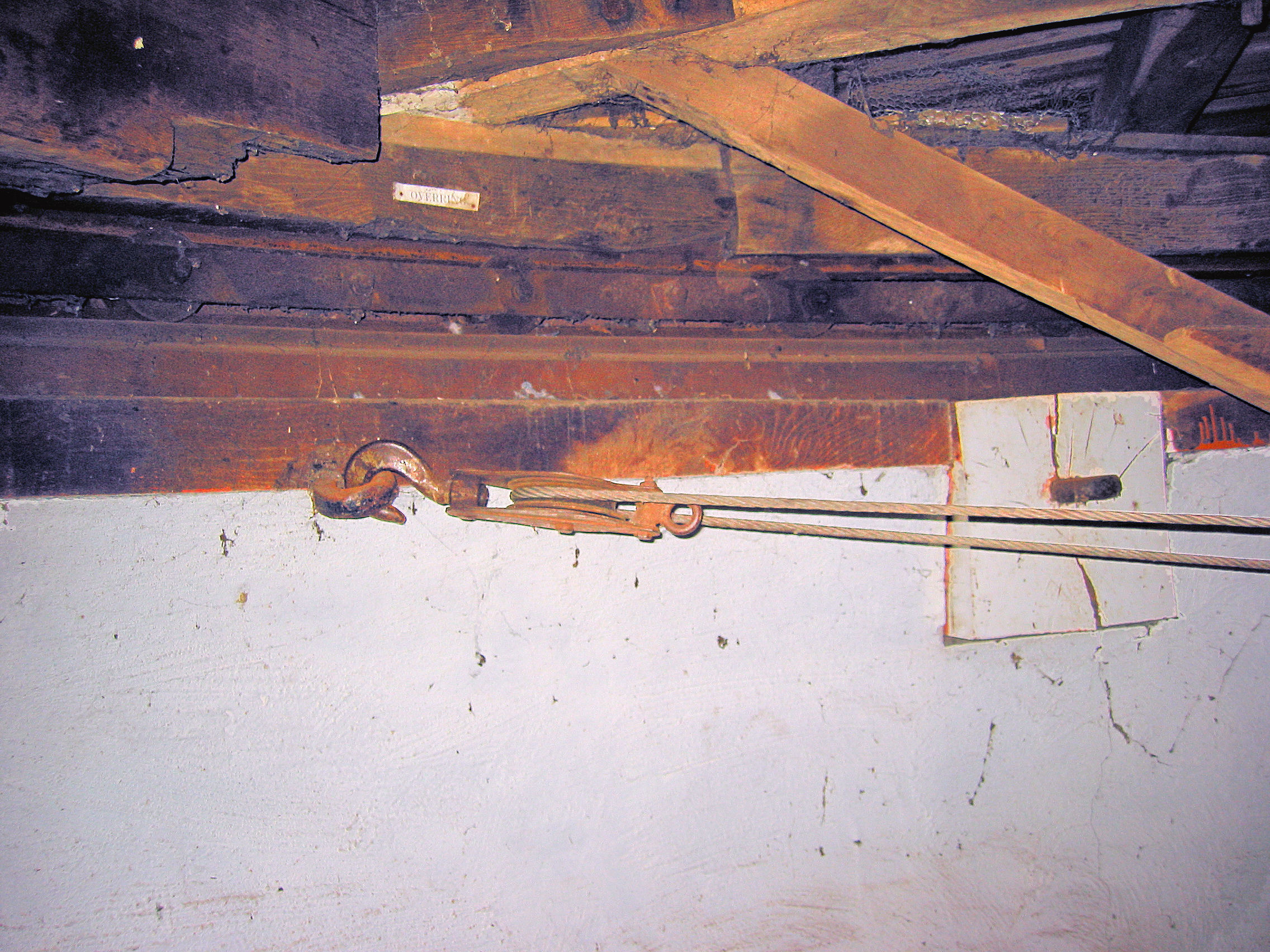
Kruiogen
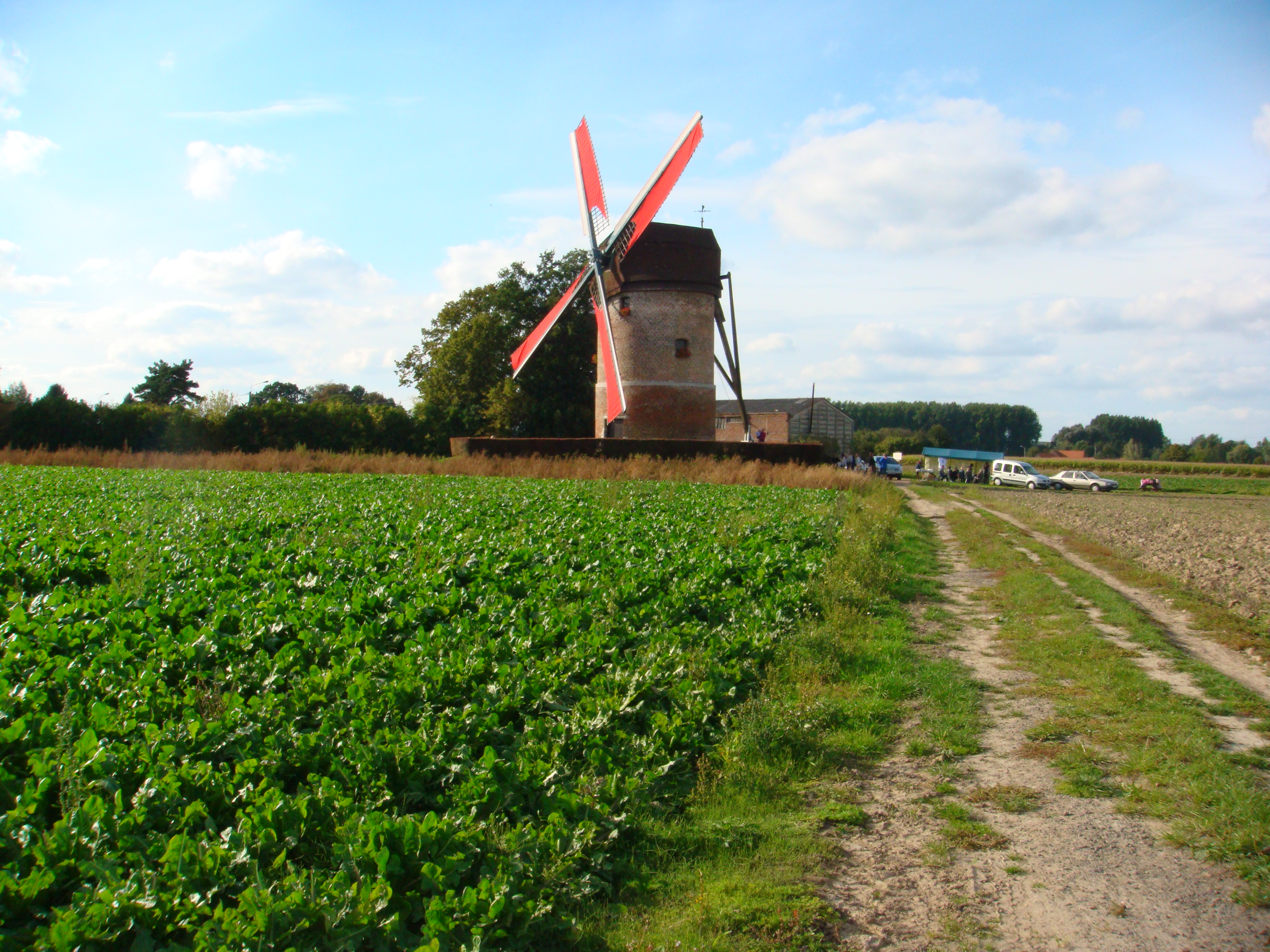
Molen in Vertain met een zetelkruiwerk
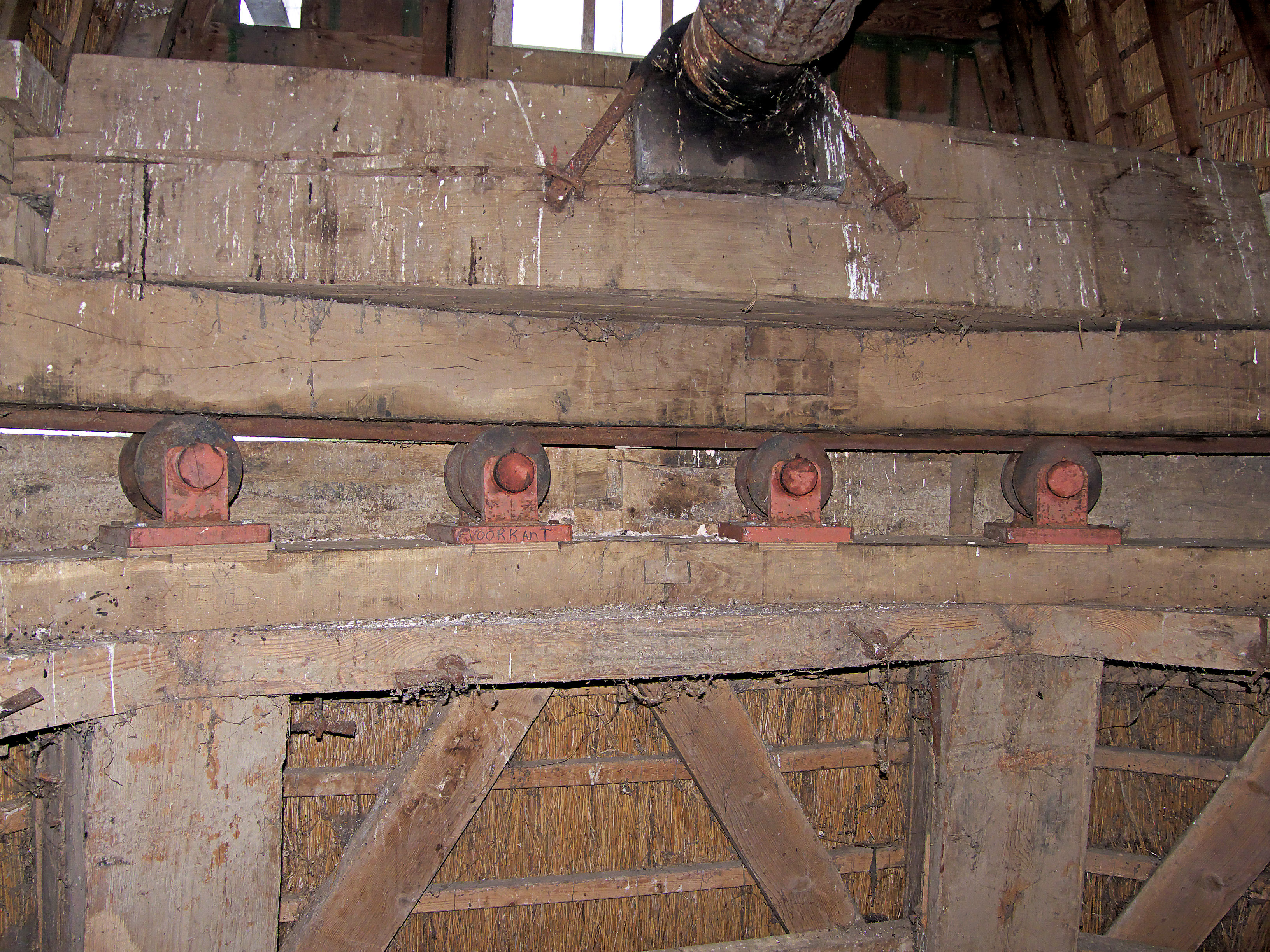
Kruiwerk met zogenoemde mosterdpotjes
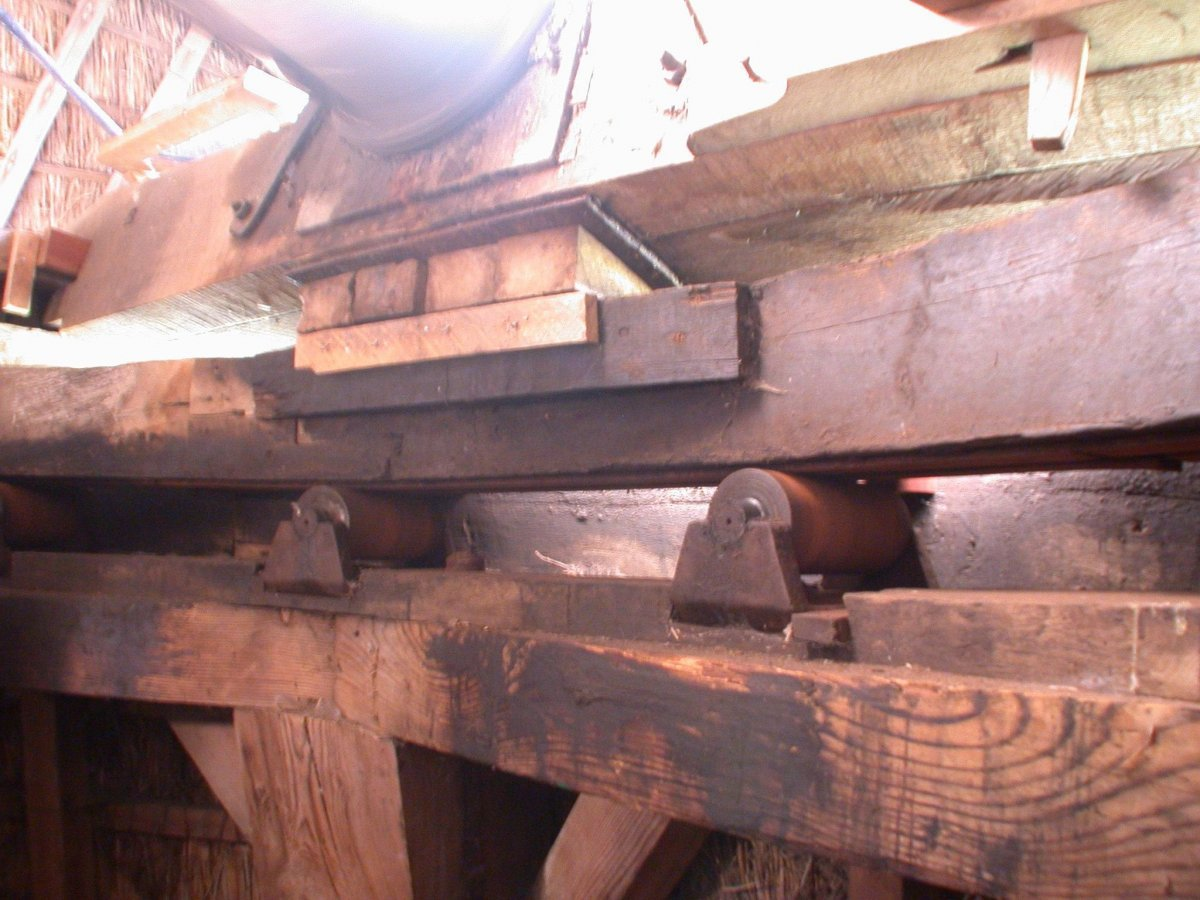
Kruiwerk met ijzeren rollen zonder ijzeren rails bij de Victor
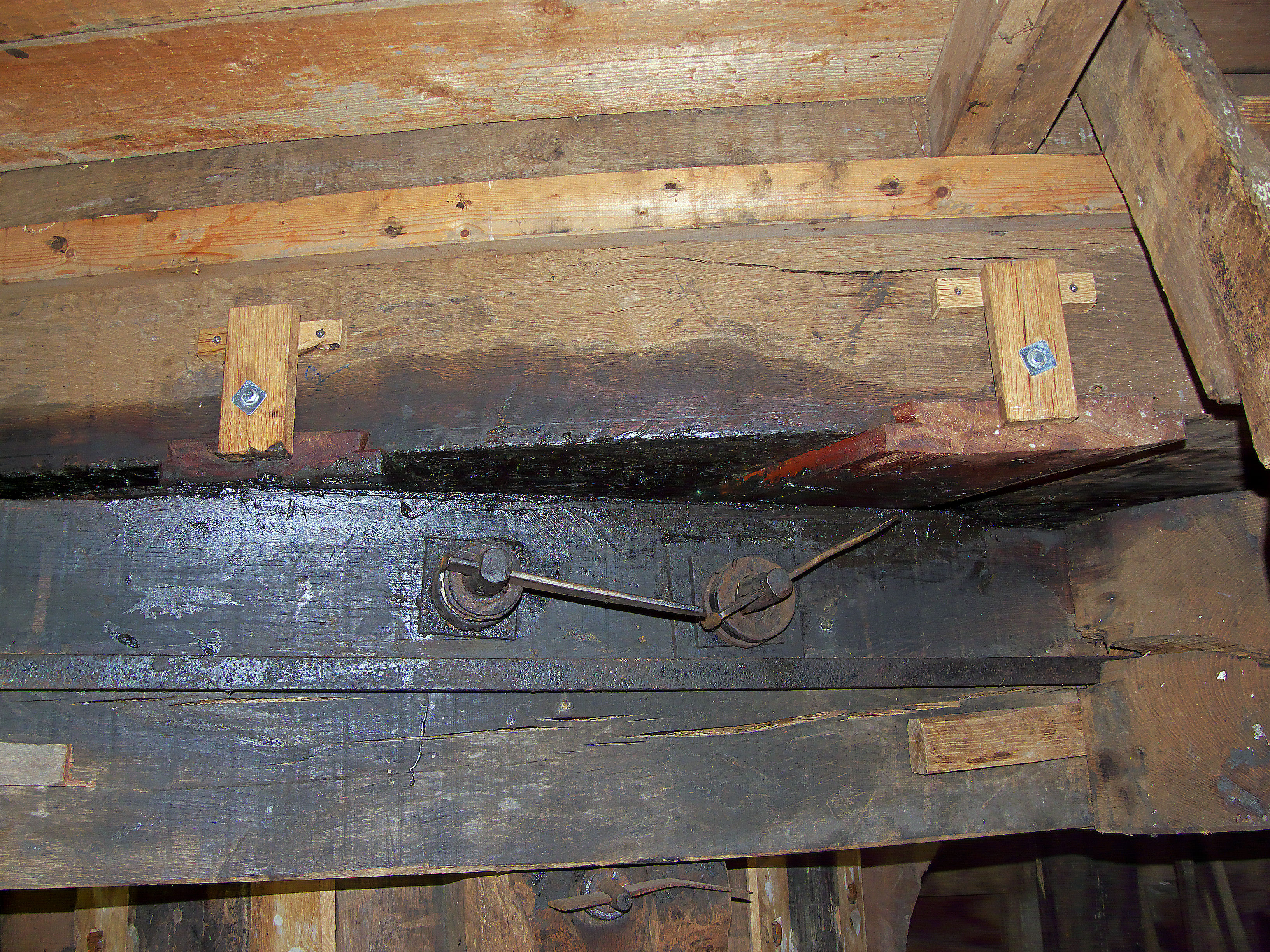
Bovenzetel van wipmolen
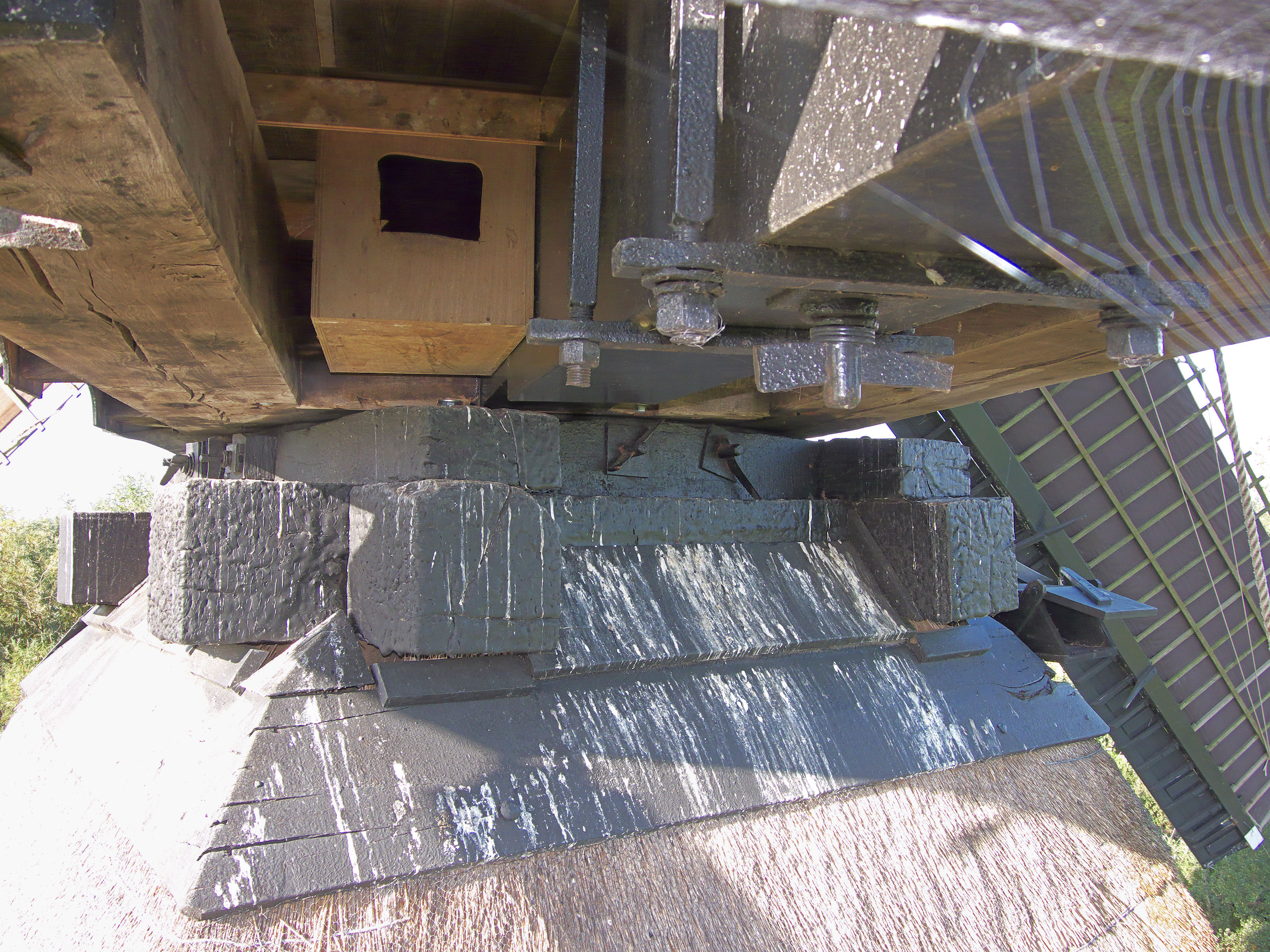
Onderzetel van wipmolen
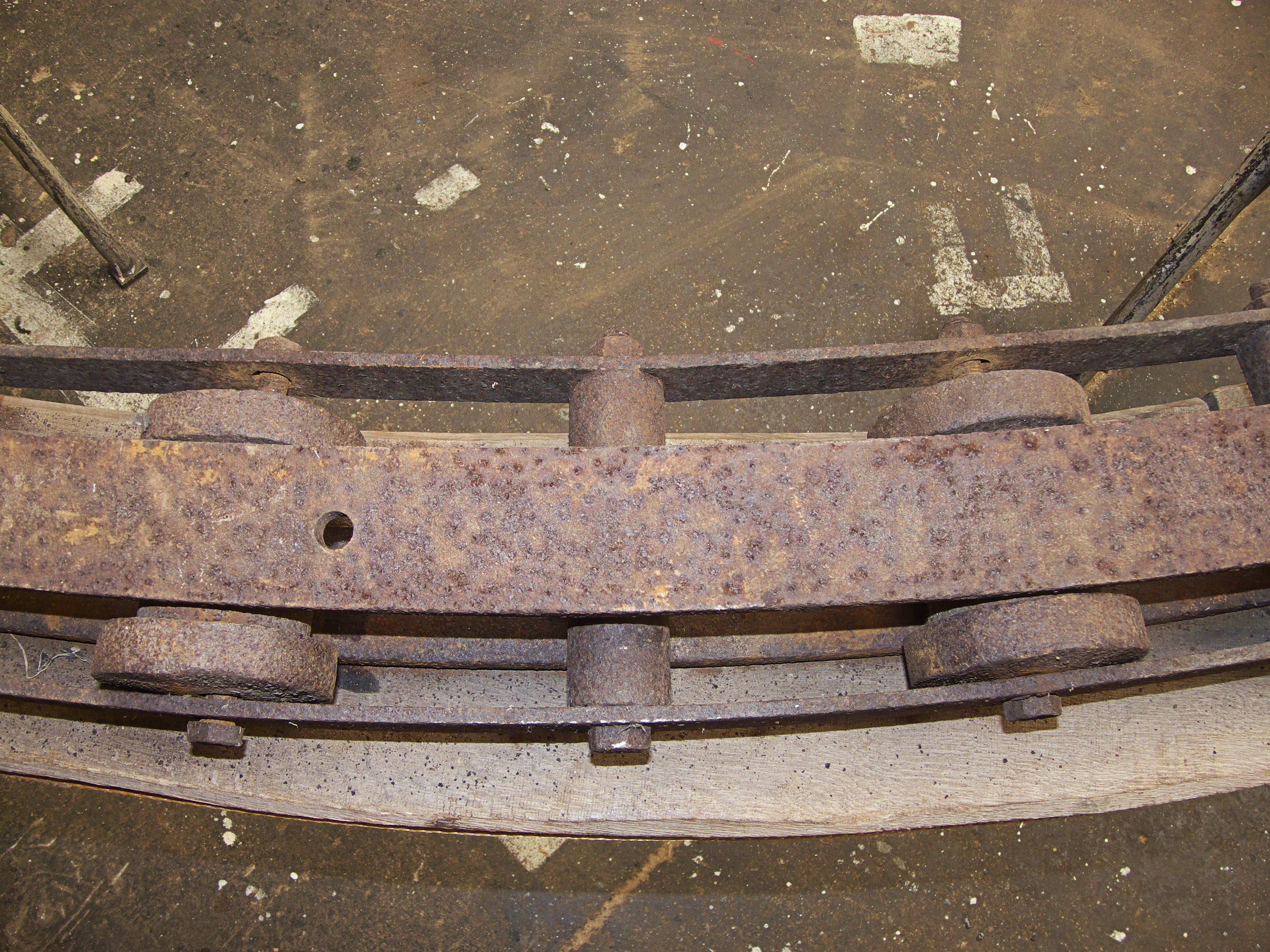
Engels kruiwerk
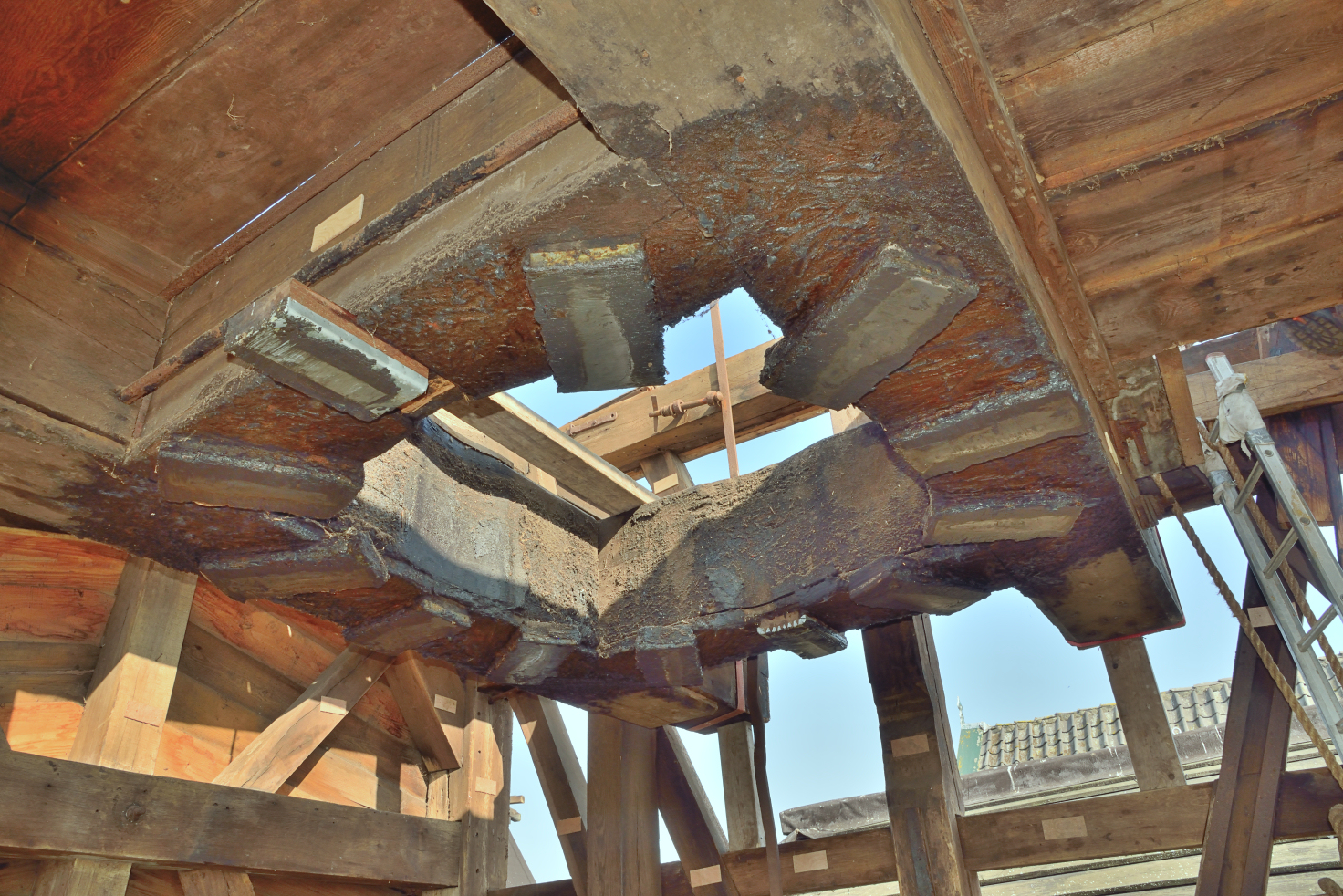
Steenburrie met kruineuten van de Laaglandse Molen
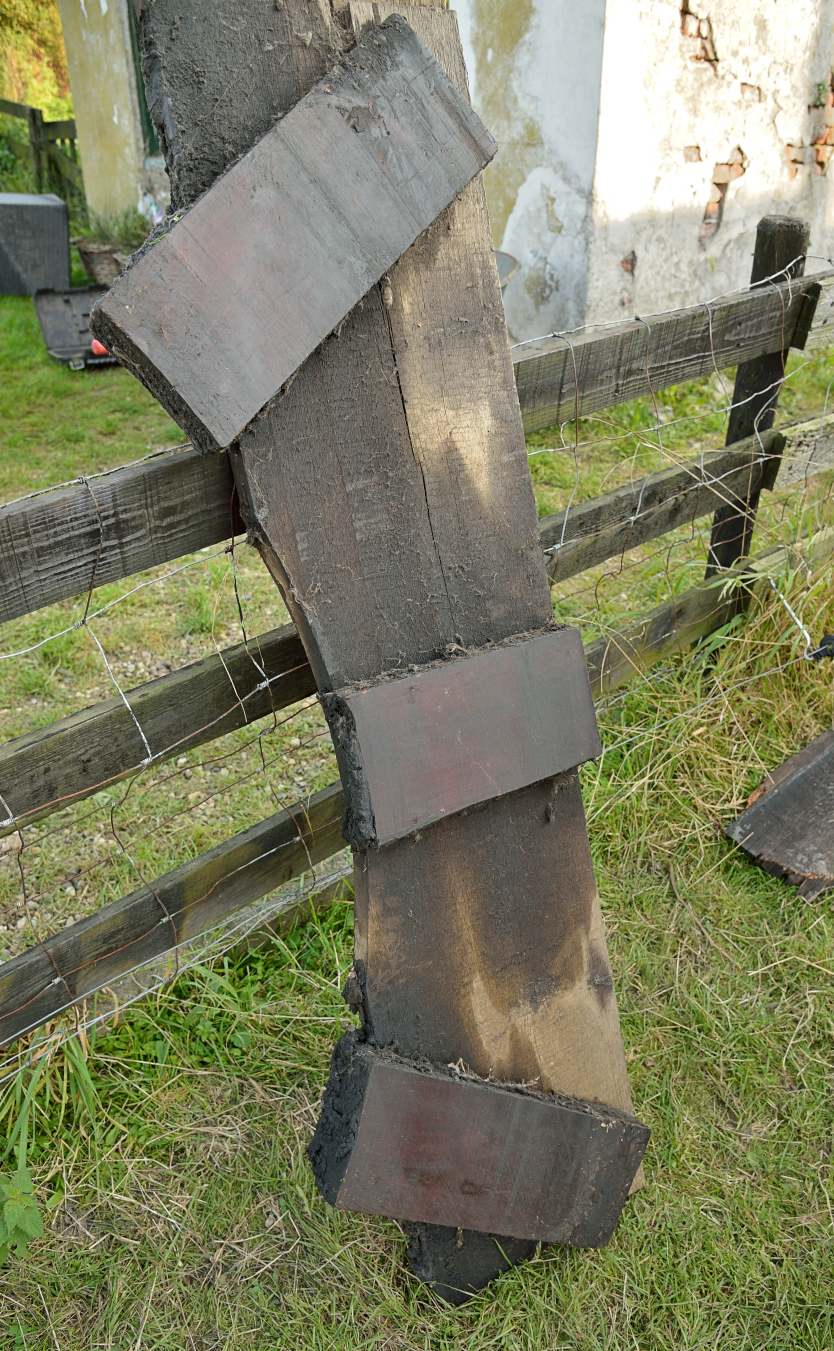
Deel slek met kruineuten van de Laaglandse Molen
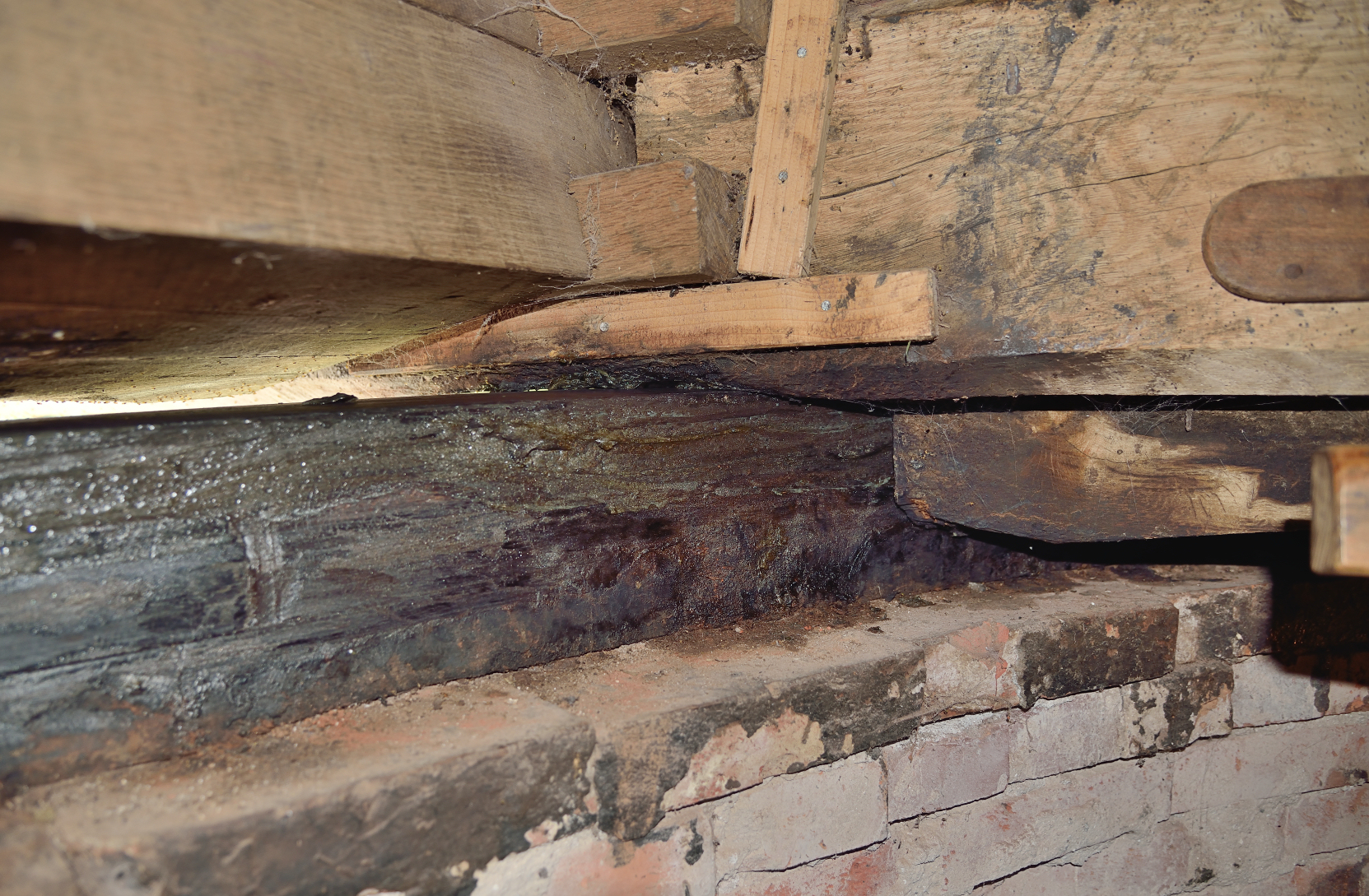
Voeghouten kruiwerk met keerklamp onder voeghout van De Eendracht
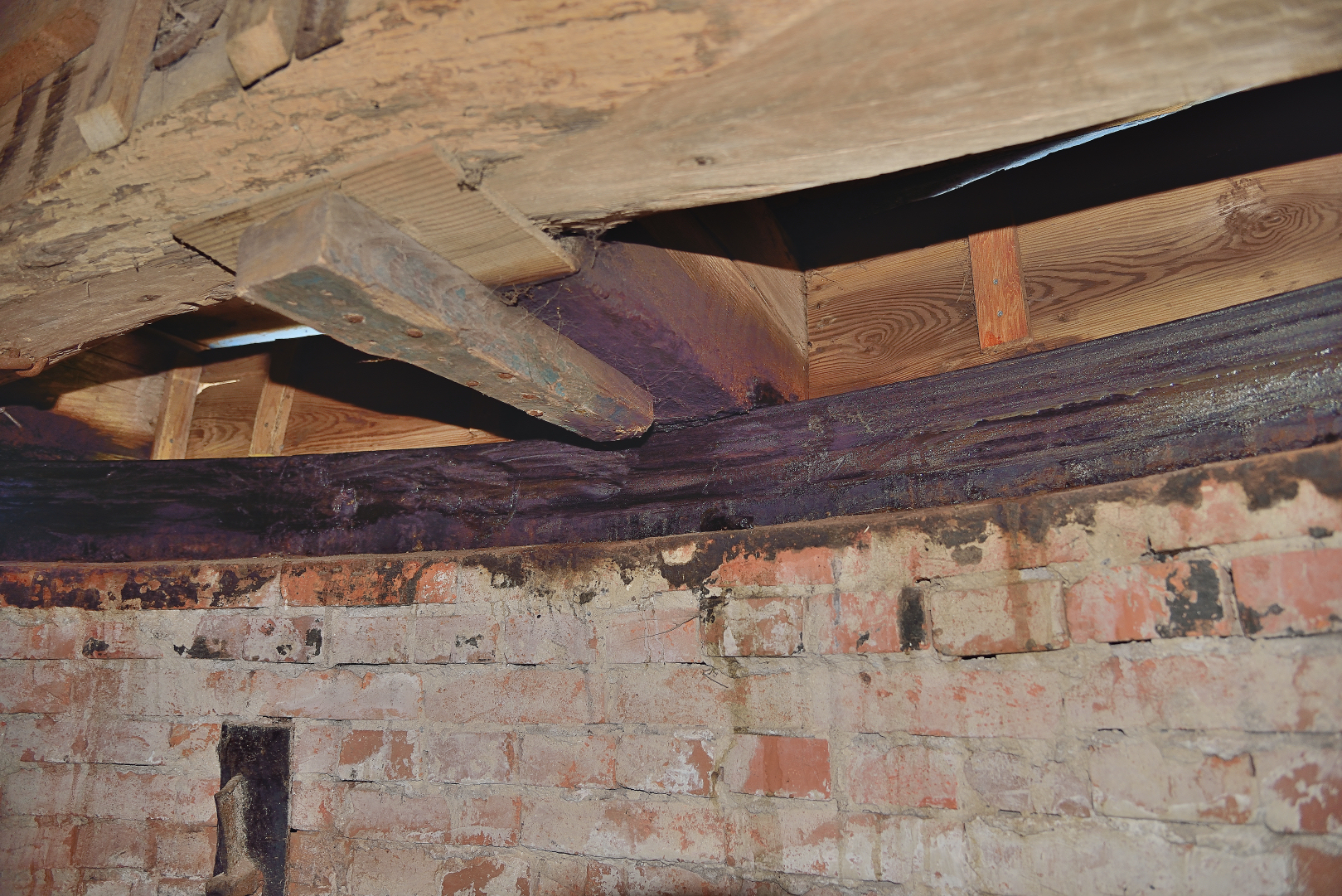
Voeghouten kruiwerk met steunder van De Eendracht
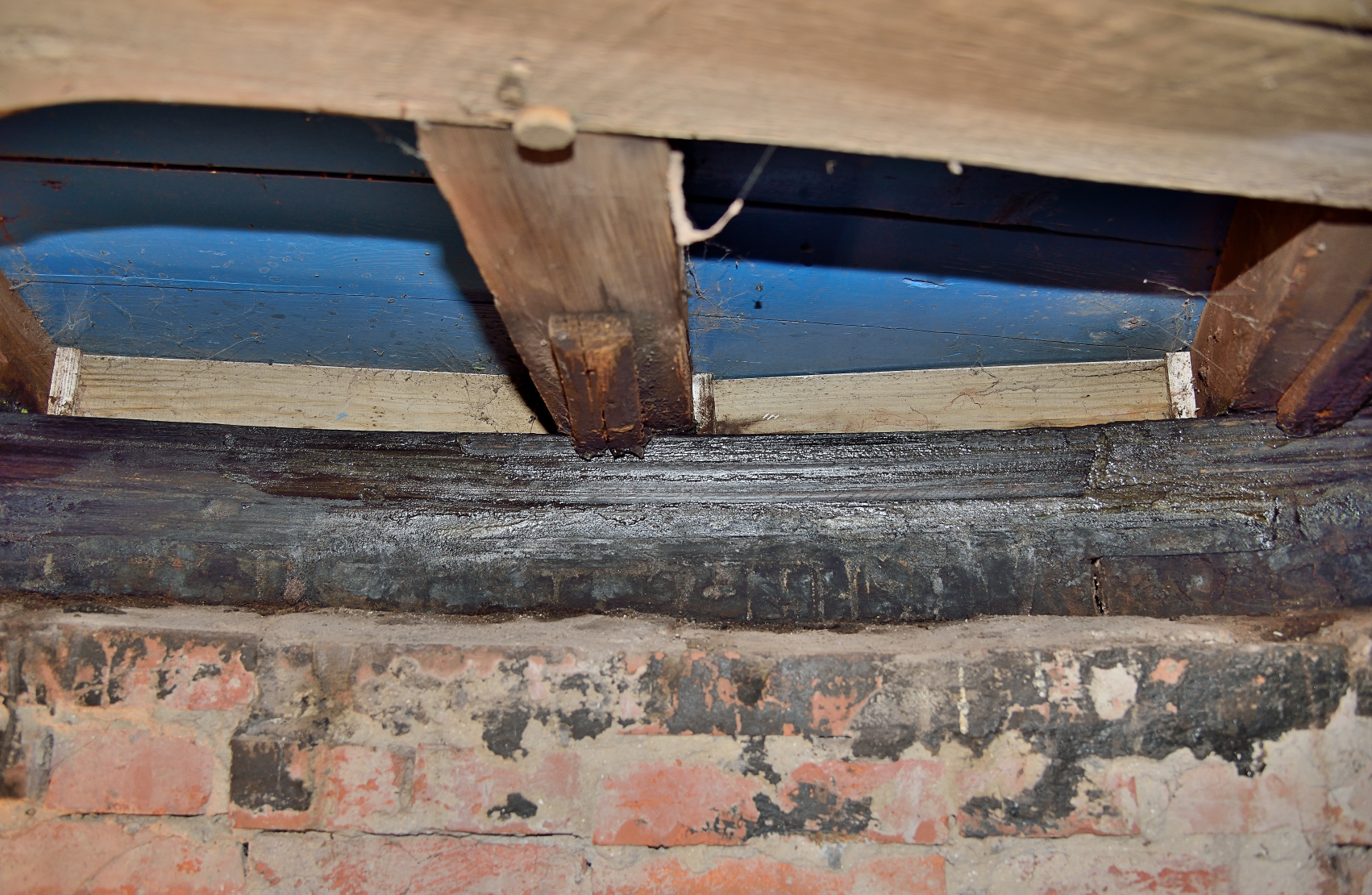
Voeghouten kruiwerk met roosterhout van De Eendracht